# Emanuel af Geijerstam (läkare)
Gustaf Emanuel af Geijerstam ([ɑːv ˈjɛ̂jːɛˌʂʈam]]
 ( lyssna)), född 10 augusti 1868 i Svennevads socken, död 14 maj 1928 i Göteborg, var en svensk läkare.

## Biografi
Emanuel af Geijerstam var son till seminarielektorn 
Johan Gustaf "Gösta" af Geijerstam och Alma Augusta Catharina Möller (1835-1910) som var dotter till lagmannen och landssekreteraren Carl Johan Möller (1793-1837). Han var från 1899 gift med läkaren och författaren Gärda Lidforss (1871-1947) som var dotter professorn Volter Edvard Lidforss (1833-1910). Han var bror till skriftställaren
Gustaf (1858-1909) och byråingenjören Karl Johan (1860-1899).
Efter avlagd mogenhetsexamen vid Kalmar högre allmänna läroverk 1885 inskrevs han vid Lunds universitet och blev legitimerad läkare 1897. Han umgicks i kretsen av De unga gubbarna och Tuakotteriet och blev vän och senare svåger till Bengt Lidforss. Genom Otto Georg Wetterstrand lärde sig af Geijerstam hypnos, en metod han sedan flitigt kom att bruka som läkare. Då Sigmund Freuds läror först presenterades var Geijerstam kritisk mot dessa men kom senare att skatta honom högt som forskare. Under ett besök i Zürich provade han själv psykoanalys och kom därefter att själv använda metoden, främst under influens från Herbert Silberer, Carl Gustav Jung och Johannes Irgens Strømme, den senare såg han som sin stora förebild. Geijerstam kom att författa ett mängd skrifter inom psykiatrins område.